# The ring 2
The ring 2 (títol original en anglès: The Ring Two) és una pel·lícula estatunidenca-japonesa de 2005 dirigida per Hideo Nakata. Ha estat doblada al català.

## Argument
Sis mesos després dels esdeveniments del primer Ring, Rachel i el seu fill han fugit de Seattle i s'han refugiat al tranquil llogarret d'Astoria. Mentre que pensaven haver acabat amb els horrors de Samara, el vídeo casset reapareix.

## Repartiment
- Naomi Watts: Rachel Keller
- David Dorfman: Aidan Keller
- Daveigh Chase: Samara Morgan
- Simon Baker: Max Rourke
- Elizabeth Perkins: Emma Temple
- Gary Cole: Martin Savidge
- Sissy Spacek: Evelyn
- Emily VanCamp: Emily
- Kelly Stables: Evil Samara Morgan
- Shannon Cochran: Anna Morgan (no surt als crèdits)

### Trilogia original
- 1998: Ring, de Hideo Nakata
- 1998: Rasen, de Jôji Iida (continuació desaprovada)
- 1999: Ring 2, de Hideo Nakata
- 2000: Ring Ø: Birthday, de Norio Tsuruta

### Remakes
- 1999: Ring Virus, de Kim Dong-bin
- 2002:The Ring, de Gore Verbinski

### Televisió
- 1995: Ring: Kanzenban, de Chisui Takigawa
- 1999: Ring: The Final Chapter, Yoshihito Fukumoto (sèrie de televisió en 12 episodis)
- 1999: Rasen, de Takao Kinoshita i Hiroshi Nishitani (sèrie de televisió en 13 episodis)